# Le Médecin de Hambourg

Le Médecin de Hambourg (titre original : Der Arzt von St. Pauli) est un film allemand écrit et réalisé par Rolf Olsen, sorti en 1968.

## Synopsis
Médecin des pauvres dans le quartier mal famé de St. Pauli à Hambourg, Jan Diffring est déterminé à aider son ami Hein, un marin accusé à tort du meurtre de Margot, son ancienne maîtresse. En menant sa propre enquête qui aboutira à la preuve de l'innocence de Hein, Jan découvre des éléments compromettants pour son propre frère, le docteur Klaus Diffring, gynécologue débauché, qui pourrait bien être mêlé à l'affaire.

## Fiche technique
- Titre original : Der Arzt von St. Pauli
- Réalisation : Rolf Olsen
- Scénario : Rolf Olsen
- Musique : Erwin Halletz
- Décors : Günter Kolb
- Costumes : Hildegard Bürger
- Photographie : Franz Xaver Lederle
- Montage : Renate Willeg
- Production : Heinz Willeg
- Société de production : Terra Filmkunst
- Sociétés de distribution :
  - Allemagne de l'Ouest : Constantin Filmverleih
  - France : Elysée Film
- Pays d'origine : Allemagne de l'Ouest
- Format : 35 mm (positif & négatif), Couleur (Ferraniacolor), son mono, 1,66:1
- Genre : Film policier
- Durée : 101 minutes (1 h 41)
- Date de sortie :
  -  Allemagne de l'Ouest : 20 septembre 1968
  -  France : 20 février 1970

## Distribution
- Curd Jürgens : le docteur Jan Diffring
- Horst Naumann : le docteur Klaus Diffring
- Christiane Rücker : Margot Rau
- Dieter Borsche : le pasteur Feddersen
- Heinz Reincke : Willi Nippes
- Marianne Hoffmann : Karin Steffen
- Friedrich Schütter (en) : Siegfried Gersum
- Fritz Wepper : Hein Jungermann